# 31-й бомбардировочный авиационный полк
31-й бомбардиро́вочный авиацио́нный полк или 31-й скоростно́й бомбардиро́вочный авиацио́нный полк — воинская часть вооружённых сил СССР в Великой Отечественной войне.
31-й бомбардировочный авиационный полк, оснащённый Пе-2 (командир полка полковник Фёдор Иванович Добыш), стал первой бомбардировочной Гвардейской авиачастью в ВВС РККА СССР. Звание было присвоено полку за действия на Ленинградском фронте в ноябре-декабре 1941 года в период оборонительной операции и контрнаступления советских войск под Тихвином

## История
Полк формировался в апреле 1938 года в Смоленске из нескольких отдельных эскадрилий как 31-й скоростной бомбардировочный авиационный полк. Поначалу на вооружении полка состояли самолёты Р-5 и Р-6, в мае 1938 года получил первые 12 СБ.
Принимал участие в Зимней войне с Финляндией.
Принимал участие в Воссоединении Прибалтики с Советским Союзом (был размещён в 1940-м году, в соответствии с межправительственным договором на аэродроме города Елгава, в качестве авиационной базы ВВС РККА на территории буржуазной Латвии).
В составе действующей армии с 22.06.1941 по 05.09.1941 и с 09.09.1941 по 06.12.1941 года.
На 22.06.1941 дислоцировался на аэродроме Вейноды близ Митавы, имея в составе 60 СБ, в том числе 4 неисправных. Участвовал в нанесении бомбовых ударов по колоннам противника в Прибалтике с первых дней войны. За 22.06.1941 лётчики полка совершили 75 самолёто-вылетов, громя колонны врага в районе Калварии и сбив 4 истребителя противника. При этом первые два вылета полк сделал впустую — не было приказа на открытие огня. 04.07.1941 производит штурмовку войск противника в районе Резекне. На 07.07.1941 полк совершил 370 боевых вылетов, и от пяти эскадрилий в нём осталось всего шесть СБ.
В конце июля-начале августа полк готовился для освободительного похода в Иран.
В конце августа 1941 года получил новые бомбардировщики Пе-2 и в сентябре переброшен на Петрозаводское направление, вошёл в состав 55-й смешанной авиационной дивизии, имея в составе 19 Пе-2, действовал в октябре-ноябре 1941 года в основном на Тихвинском направлении.
06.12.1941 преобразован в 4-й гвардейский пикирующий бомбардировочный авиационный полк, став таким образом первым бомбардировочным полком в вооружённых силах СССР, получившим гвардейское звание.
Звание было присвоено полку за действия на Ленинградском фронте в ноябре-декабре 1941 года в период оборонительной операции и контрнаступления советских войск под Тихвином.

## Подчинение
| Дата            | Фронт (округ)         | Армия               | Корпус | Дивизия                            | Примечания                     |
| --------------- | --------------------- | ------------------- | ------ | ---------------------------------- | ------------------------------ |
| 22.06.1941 года | Северо-Западный фронт | -                   | -      | 6-я смешанная авиационная дивизия  | в этот же день передан в 7 сад |
| 01.07.1941 года | Северо-Западный фронт | -                   | -      | 7-я смешанная авиационная дивизия  | -                              |
| 10.07.1941 года | Северо-Западный фронт | -                   | -      | 7-я смешанная авиационная дивизия  | -                              |
| 01.08.1941 года | Северо-Западный фронт | -                   | -      | 7-я смешанная авиационная дивизия  | -                              |
| 01.09.1941 года | Карельский фронт      | -                   | -      | 55-я смешанная авиационная дивизия | -                              |
| 01.10.1941 года | -                     | 7-я отдельная армия | -      | 55-я смешанная авиационная дивизия | -                              |
| 01.11.1941 года | -                     | 7-я отдельная армия | -      | 55-я смешанная авиационная дивизия | -                              |
| 01.12.1941 года | -                     | 7-я отдельная армия | -      | 55-я смешанная авиационная дивизия | -                              |

## Командиры
- Нестерцев, Виктор Ефимович[1][2], с апреля 1938 года по март 1939 года
- Добыш, Фёдор Иванович, полковник

## Герои полка
| Награда | Ф. И. О.                       | Должность                   | Звание            | Дата награждени | Примечания                             |
| ------- | ------------------------------ | --------------------------- | ----------------- | --------------- | -------------------------------------- |
|         | Орлов, Константин Николаевич   | командир эскдрильи          | капитан           | 07.04.1940      | посмертно (огненный таран 11.03.1940)  |
|         | Ланге, Александр Зигфридович   | лётчик                      | старший лейтенант | 07.04.1940      |                                        |
|         | Худяков, Иван Степанович       | Адъютант старший эскадрильи | лейтенант         | 07.04.1940      | наземный бой после вынужденной посадки |
|         | Стольников, Николай Максимович | старший лётчик              | лейтенант         | 07.04.1940      | наземный бой после вынужденной посадки |
|         | Гуслев Георгий Данилович       | воздушный стрелок-радист    | старшина          | 07.04.1940      | —                                      |

## Память
- Памятник на братском захоронении советских воинов в д. Кокшино Скадинской волости (неподалёку от Резекне)